# Ekaterini Kofa
Ekaterini "Katerina" Kofa (en grec, Αικατερίνη (Κατερίνα) Κόφφα) (Karditsa, 10 d'abril de 1969) és una corredora grega de curses de velocitat ja retirada, que va guanyar els 200 metres al Campionat del Món d'atletisme en pista coberta de 1997 a París.

## Assoliments
| Any  | Competició                                      | Disciplina | Posició | Lloc              |
| ---- | ----------------------------------------------- | ---------- | ------- | ----------------- |
| 1993 | Jocs del Mediterrani                            | 100 metres | 3a      | Narbona, França   |
| 1997 | Campionat del Món d'atletisme en pista coberta  | 200 metres | 1a      | París, França     |
| 1997 | Jocs del Mediterrani                            | 200 metres | 2a      | Bari, Itàlia      |
| 1998 | Campionat d'Europa d'atletisme en pista coberta | 200 metres | 3a      | València, Espanya |